# Maria av Sachsen-Weimar
Maria av Sachsen-Weimar, född den 7 oktober 1571, död den 7 mars 1610, var en tysk abbedissa och tysk-romersk furstinna som regerande abbedissa och monark av den självstyrande klosterstaten Quedlinburgs stift.
Maria var syster till Fredrik Wilhelm I av Sachsen-Weimar och blev vald efter påtryckningar av hennes bror, trots att Anna Margarete von Braunschweig-Harburg hade utsetts till tronföljare av hennes företrädare. Hon avskaffade kollekten i stiftet.